# Zygaenosia klossi
Zygaenosia klossi là một loài bướm đêm thuộc phân họ Arctiinae, họ Erebidae.